# Tréhorenteuc
Tréhorenteuc é uma comuna francesa na região administrativa da Bretanha, no departamento Morbihan. Estende-se por uma área de 5,48 km². Em 2010 a comuna tinha 119 habitantes (densidade: 21,7 hab./km²).